# Communauté de communes du Fronsadais
Pour les articles homonymes, voir Fronsadais (homonymie).
La communauté de communes du Fronsadais est un établissement public de coopération intercommunale (EPCI) français, situé dans le département de la Gironde, en région Nouvelle-Aquitaine.

## Historique
La communauté de communes du canton de Fronsac a été créée par arrêté préfectoral en date du 3 décembre 2002 ; son siège est fixé à la mairie de Fronsac.
Sa dénomination a changé en mai 2016 afin de supprimer la mention au canton de Fronsac supprimé un an auparavant.

## Territoire communautaire

### Géographie
Située au centre-nord  du département de la Gironde, la communauté de communes du Fronsadais regroupe 18 communes et présente une superficie de 134,7 km2.

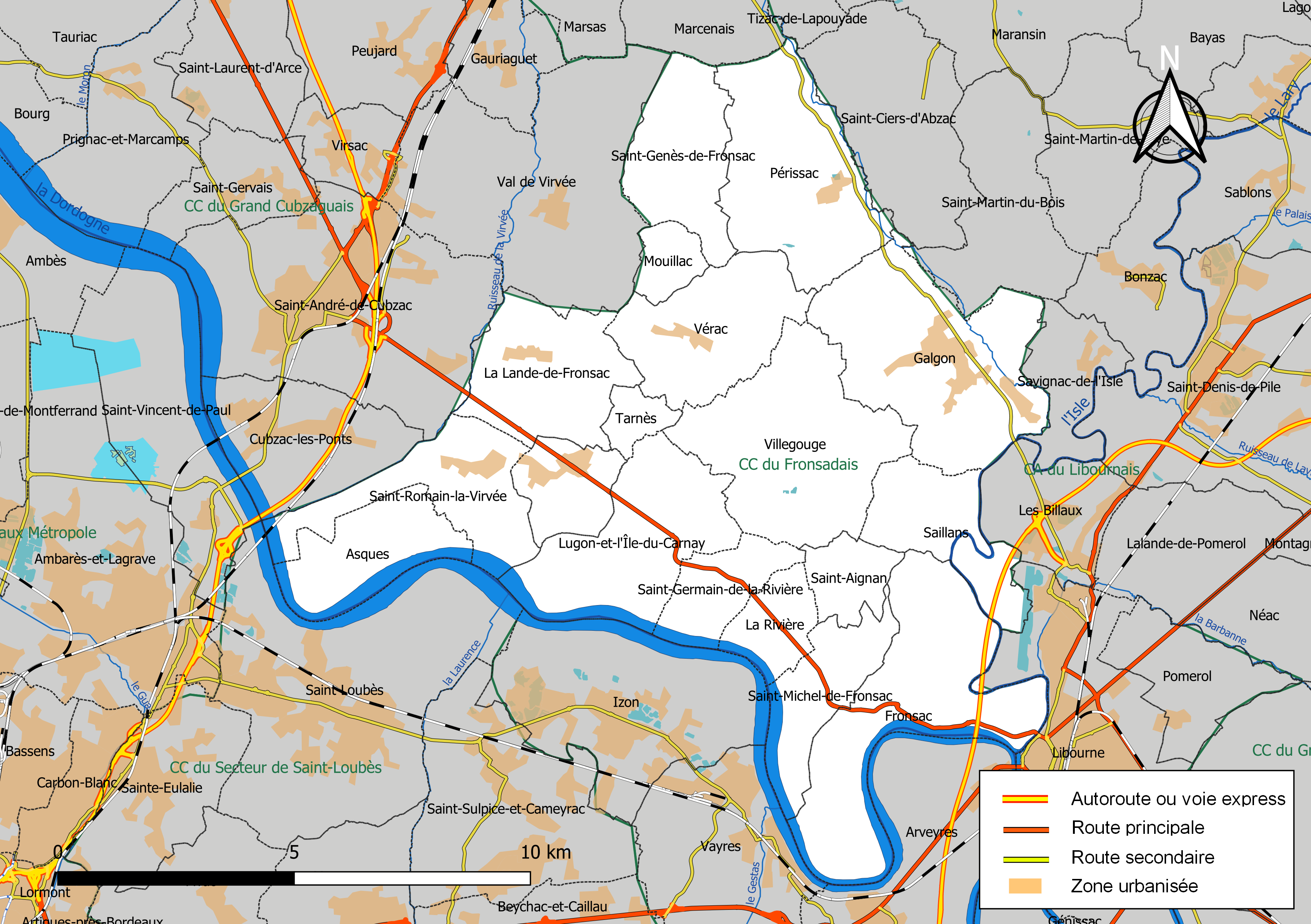
Carte de la communauté de communes du Fronsadais au 1er janvier 2019.

### Composition

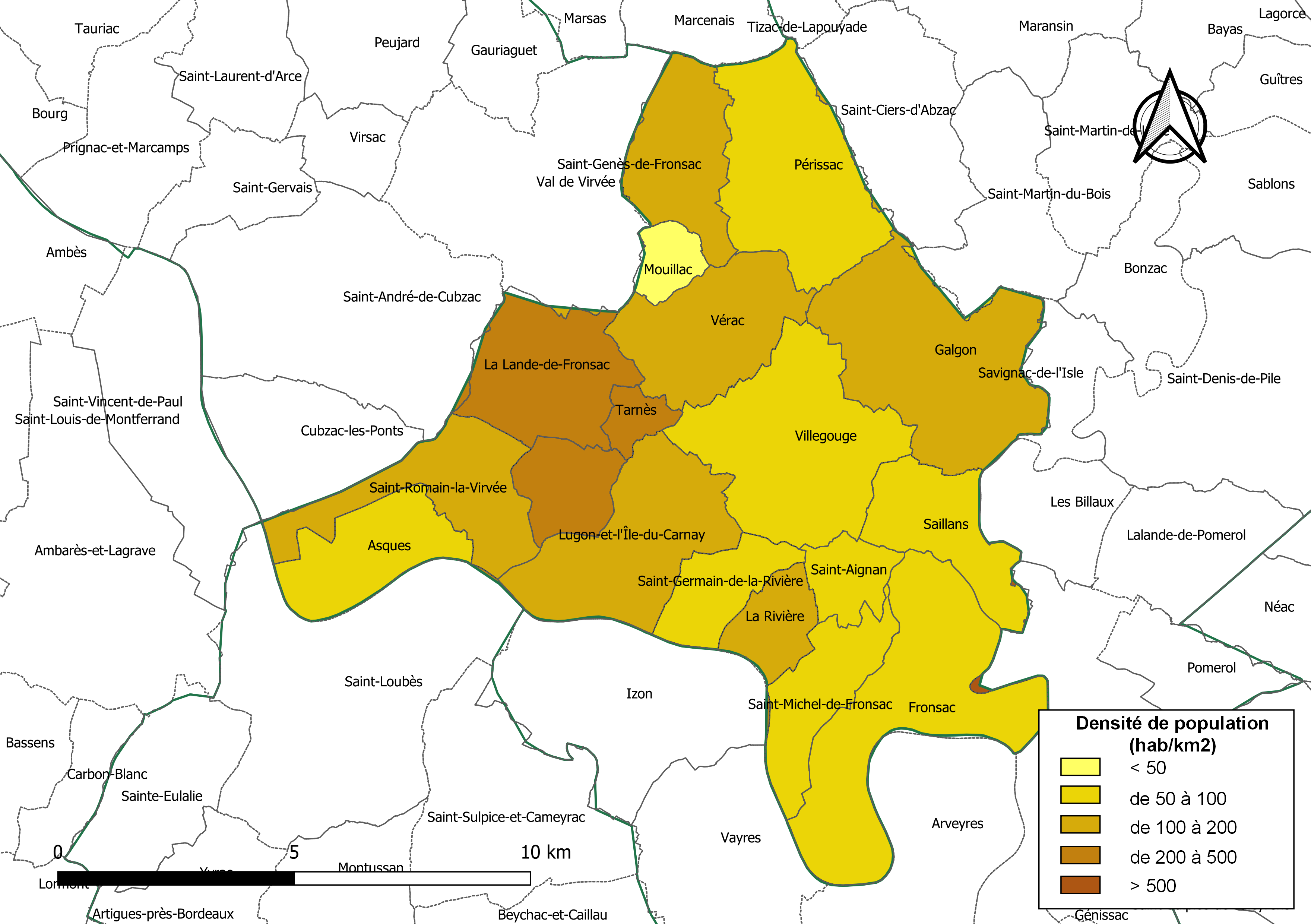
Carte des densités de population (millésimée 2016) des communes de la communauté de communes du Fronsadais. Composition en communes au 1er janvier 2019.

La communauté de communes est composée des 18 communes suivantes :

| Nom                                 | Code Insee | Gentilé         | Superficie (km2) | Population (dernière pop. légale) | Densité (hab./km2) |
| ----------------------------------- | ---------- | --------------- | ---------------- | --------------------------------- | ------------------ |
| Saint-Germain-de-la-Rivière (siège) | 33414      | Saint-Germanais | 4,28             | 398 (2022)                        | 93                 |
| Asques                              | 33016      | Asquais         | 6,28             | 436 (2022)                        | 69                 |
| Cadillac-en-Fronsadais              | 33082      | Cadillacais     | 3,81             | 1 341 (2022)                      | 352                |
| Fronsac                             | 33174      | Fronsadais      | 15,29            | 1 120 (2022)                      | 73                 |
| Galgon                              | 33179      | Galgonnais      | 15,18            | 3 109 (2022)                      | 205                |
| La Lande-de-Fronsac                 | 33219      | Lalandais       | 8,53             | 2 739 (2022)                      | 321                |
| Lugon-et-l'Île-du-Carnay            | 33259      | Lugonais        | 10,94            | 1 391 (2022)                      | 127                |
| Mouillac                            | 33295      | Mouillacois     | 1,87             | 89 (2022)                         | 48                 |
| Périssac                            | 33317      | Périssacais     | 12,16            | 1 185 (2022)                      | 97                 |
| La Rivière                          | 33356      | Riverains       | 3,22             | 412 (2022)                        | 128                |
| Saillans                            | 33364      | Saillanais      | 6,22             | 368 (2022)                        | 59                 |
| Saint-Aignan                        | 33365      | Saint-Aignanais | 2,75             | 195 (2022)                        | 71                 |
| Saint-Genès-de-Fronsac              | 33407      | Saint-Gensiens  | 6,96             | 970 (2022)                        | 139                |
| Saint-Michel-de-Fronsac             | 33451      | Saint-Michelais | 5,49             | 515 (2022)                        | 94                 |
| Saint-Romain-la-Virvée              | 33470      | Romanais        | 7,82             | 948 (2022)                        | 121                |
| Tarnès                              | 33524      | Tarnésiens      | 1,45             | 298 (2022)                        | 206                |
| Vérac                               | 33542      | Véracais        | 8,59             | 907 (2022)                        | 106                |
| Villegouge                          | 33548      | Villegougeois   | 13,84            | 1 291 (2022)                      | 93                 |

### Démographie
| 1968  | 1975  | 1982   | 1990   | 1999   | 2006   | 2011   | 2016   | 2022   |
| ----- | ----- | ------ | ------ | ------ | ------ | ------ | ------ | ------ |
| 8 999 | 9 652 | 12 259 | 13 889 | 13 960 | 14 757 | 16 146 | 16 865 | 17 712 |

## Administration

### Conseil communautaire
En 2017, 32 conseillers communautaires siègent dans le conseil selon une répartition de droit commun, :
| Nombre de délégués | Communes                                                                          |
| ------------------ | --------------------------------------------------------------------------------- |
| 6                  | Galgon                                                                            |
| 5                  | La Lande-de-Fronsac                                                               |
| 2                  | Villegouge, Cadillac-en-Fronsadais, Lugon-et-l'Île-du-Carnay, Périssac et Fronsac |
| 1                  | Les autres communes                                                               |

### Présidence
| Période                                  | Période          | Identité              | Étiquette | Qualité                                                                        |
| ---------------------------------------- | ---------------- | --------------------- | --------- | ------------------------------------------------------------------------------ |
| 2002                                     | 2017 (démission) | Michel Frouin         | PS        | Maire de Lugon-et-l'Île-du-Carnay (mars 2014-), conseiller général (1988-2015) |
| 2017                                     | En cours         | Marie-Françoise Régis | PS        | Maire de Mouillac                                                              |
| Les données manquantes sont à compléter. |                  |                       |           |                                                                                |

Le président est assisté de cinq vice-présidents :
- Jean Galand, maire de La lande-de-Fronsac, délégué aux ressources humaines, à la gestion financière, à la gestion fiscale, à la gestion de la dette, aux marchés publics,
- Dominique Bec, maire de Vérac, déléguée à la petite enfance, à la jeunesse, aux sports, à la sécurité et à la prévention de la délinquance,
- Jean-Marie Bayard, maire de Galgon, délégué au développement social, à la solidarité, à l'emploi, aux personnes âgées, aux aides ménagères, aux soins à domicile, au partenariat avec les services sociaux, au développement durable,
- Philippe Duverger, maire de Saint-Germain-de-la-Rivière, délégué au développement touristique, au développement culturel et linguistique, à la communication et à la télématique, aux animations, à la vie associative, aux chemins de randonnée,
- Laurent Garbuio, maire de Tarnès, délégué au développement économique, à l'aménagement du territoire (SCOT, PLH), aux structures communautaires, aux infrastructures.